# تپه پائیزه وار
تپه پائیزه وار مربوط به عصر مس - سدهٔ ۶ تا ۸ ه.ق است و در شهرستان تکاب، بخش تخت سلیمان، دهستان ساروق، روستای چوبلو واقع شده و این اثر در تاریخ ۷ اسفند ۱۳۸۵ با شمارهٔ ثبت ۱۷۶۲۴ به‌عنوان یکی از آثار ملی ایران به ثبت رسیده است.